# The Johnny Cash Show
The Johnny Cash Show es el tercer CD de una presentación en vivo del cantante country Johnny Cash grabado en el Grand Ole Opry en 1970. El CD está compuesto de canciones poco conocidas de Johnny pero sobresale "Sunday Mornin' Comin' Down" la cual ayudó al compositor y cantante Kris Kristofferson, la canción y el álbum llegaron al #1 en los rankings.

## Canciones
1. Sunday Mornin' Comin' Down – 4:04
(Kris Kristofferson)
2. Come Along and Ride This Train – 6:16
(Cash)
  1. Six Days on the Road
(Earl Green y Carl Montgomery)
  2. There Ain't No Easy Run
(Tom T. Hall y Dave Dudley)
  3. Sailor on a Concrete Sea
(Merle Travis)
3. These Hands – 3:45
(Eddie Noack)
4. I'm Gonna Try to Be That Way – 3:24
(Cash)
5. Come Along and Ride This Train – 8:04
(Cash)
  1. Mississippi Delta Land
(Harlan Howard)
  2. Detroit City
(Mel Tillis y Danny Dill)
  3. Uncloudy Day
(Joshua K. Alwood)
  4. No Setting Sun
(Ruth Davis)
6. Here Was a Man – 2:56
(Johnny Bond y Tex Ritter)

## Personal
- Johnny Cash - Vocalista
- The Carter Family - Coristas
- The Statler Brothers - Coristas

## Posición en listas
Álbum - Billboard (América del Norte)
| Año  | Tabla           | Posición |
| ---- | --------------- | -------- |
| 1970 | Álbumes Country | 1        |
| 1970 | Álbumes Pop     | 44       |

Canciones - Billboard (América del Norte)
| Año  | Canción                      | Tabla             | Posición |
| ---- | ---------------------------- | ----------------- | -------- |
| 1970 | "Sunday Mornin' Comin' Down" | Canciones Country | 1        |
| 1970 | "Sunday Mornin' Comin' Down" | Canciones Pop     | 46       |